# 시편 19편
시편 19편은 19번째 시편이다. "하늘이 하나님의 전능자를 선포하고 궁창이 그의 손으로 하신 일을 나타내는도다." 그리스어 칠십인역과 라틴어 불가타 성경 번역에서 사용되는 약간 다른 번호 체계에서 이 시편은 시편 18편이다. 라틴어 버전은 "Caeli enarrant gloriam Dei"로 시작한다. 이 시편은 다윗의 것으로 간주된다.
시편은 창조에 나타난 하나님의 영광을 숙고하고 "여호와의 율법"의 특성과 용도를 반영하도록 움직인다. 시편 1편, 이 시편과 시편 119편은 "율법의 시편"으로 언급되어 왔다. 유대교, 가톨릭, 성공회, 동방 정교회 및 개신교 전례의 정규 부분을 형성한다.

## 내용
1. 하늘이 하나님의 영광을 선포하고 궁창이 그의 손으로 하신 일을 나타내는도다
2. 날은 날에게 말하고 밤은 밤에게 지식을 전하니
3. 언어도 없고 말씀도 없으며 들리는 소리도 없으나
4. 그의소리가 온 땅에 통하고 그의 말씀이 세상 끝까지 이르도다 하나님이 해를 위하여 하늘에 장막을 베푸셨도다
5. 해는 그의 신방에서 나오는 신랑과 같고 그의 길을 달리기 기뻐하는 장사 같아서
6. 하늘 이 끝에서 나와서 하늘 저 끝까지 운행함이여 그의 열기에서 피할 자가 없도다
7. 여호와의 율법은 완전하여 영혼을 소성시키며 여호와의 증거는 확실하여 우둔한 자를 지혜롭게 하며
8. 여호와의 교훈은 정직하여 마음을 기쁘게 하고 여호와의 계명은 순결하여 눈을 밝게 하시도다
9. 여호와를 경외하는 도는 정결하여 영원까지 이르고 여호와의 법도 진실하여 다 의로우니
10. 금 곧 많은 순금보다 더 사모할 것이며 꿀과 송이꿀보다 더 달도다
11. 또 주의 종이 이것으로 경고를 받고 이것을 지킴으로 상이 크니이다
12. 자기 허물을 능히 깨달을 자 누구리요 나를 숨은 허물에서 벗어나게 하소서
13. 또 주의 종에게 고의로 죄를 짓지 말게 하사 그 죄가 나를 주장하지 못하게 하소서 그리하면 내가 정직하여 큰 죄과에서 벗어나겠나이다
14. 나의 반석이시요 나의 구속자이신 여호와여 내 입의 말과 마음의 묵상이 주님 앞에 열납되기를 원하나이다

### 히브리어 버전
| 절 | 내용                                                 |
| -- | ---------------------------------------------------- |
| 1  | לַֽ֜מְנַצֵּ֗חַ מִזְמ֥וֹר לְדָוִֽד                                     |
| 2  | הַשָּׁמַ֗יִם מְסַפְּרִ֥ים כְּבוֹד־אֵ֑ל וּמַֽעֲשֵׂ֥ה יָ֜דָ֗יו מַגִּ֥יד הָֽרָקִֽיעַ           |
| 3  | י֣וֹם לְ֖יוֹם יַבִּ֣יעַ אֹ֑מֶר וְלַ֥יְלָה לְּ֜לַ֗יְלָה יְחַוֶּה־דָּֽעַת               |
| 4  | אֵ֣ין אֹ֖מֶר וְאֵ֣ין דְּבָרִ֑ים בְּ֜לִ֗י נִשְׁמָ֥ע קוֹלָֽם                     |
| 5  | בְּכָל־הָאָ֨רֶץ יָצָ֚א קַוָּ֗ם וּבִקְצֵ֣ה תֵ֖בֵל מִלֵּיהֶ֑ם לַ֜שֶּׁ֗מֶשׁ שָׂ֤ם אֹ֥הֶל בָּהֶֽם     |
| 6  | וְה֗וּא כְּ֖חָתָן יֹצֵ֣א מֵֽחֻפָּת֑וֹ יָשִׂ֥ישׂ כְּ֜גִבּ֗וֹר לָר֥וּץ אֹֽרַח              |
| 7  | מִקְצֵ֚ה הַשָּׁמַ֨יִם מֽוֹצָא֗וֹ וּתְקֽוּפָת֥וֹ עַל־קְצוֹתָ֑ם וְאֵ֥ין נִ֜סְתָּ֗ר מֵֽחַמָּתֽוֹ    |
| 8  | תּ֘וֹרַ֚ת יְהֹוָ֣ה תְּ֖מִימָה מְשִׁ֣יבַת נָ֑פֶשׁ עֵד֖וּת יְהֹוָ֥ה נֶֽ֜אֱמָנָ֗ה מַחְכִּ֥ימַת פֶּֽתִי |
| 9  | פִּקּ֘וּדֵ֚י יְהֹוָ֣ה יְ֖שָׁרִים מְשַׂמְּחֵי־לֵ֑ב מִצְוַ֖ת יְהֹוָ֥ה בָּ֜רָ֗ה מְאִירַ֥ת עֵינָֽיִם  |
| 10 | יִרְאַ֚ת יְהֹוָ֨ה טְהוֹרָה֘ עוֹמֶ֪דֶת לָ֫עַ֥ד מִשְׁפְּטֵֽי־יְהֹוָ֥ה אֱמֶ֑ת צָֽדְק֥וּ יַחְדָּֽו   |
| 11 | הַנֶּֽחֱמָדִ֗ים מִ֖זָּהָב וּמִפָּ֣ז רָ֑ב וּמְתוּקִ֥ים מִ֜דְּבַ֗שׁ וְנֹ֣פֶת צוּפִֽים         |
| 12 | גַּם־עַ֖בְדְּךָ נִזְהָ֣ר בָּהֶ֑ם בְּ֜שָׁמְרָ֗ם עֵ֣קֶב רָֽב                        |
| 13 | שְׁגִיא֥וֹת מִֽי־יָבִ֑ין מִנִּסְתָּר֥וֹת נַקֵּֽנִי                          |
| 14 | גַּ֚ם מִזֵּדִ֨ים חֲשׂ֬ךְ עַבְדֶּ֗ךָ אַל־יִמְשְׁלוּ־בִ֖י אָ֥ז אֵיתָ֑ם וְ֜נִקֵּ֗יתִי מִפֶּ֥שַֽׁע רָֽב |
| 15 | יִֽהְי֥וּ לְרָצ֨וֹן אִמְרֵי־פִ֡י וְהֶגְי֣וֹן לִבִּ֣י לְפָנֶ֑יךָ יְ֜הֹוָ֗ה צוּרִ֥י וְגֹֽאֲלִֽי  |

## 해설
고전 유대 주석가들은 모두 시편 기자가 태양과 토라 사이의 연관성을 지적한다. 이러한 연관성에는 다음이 포함된다.
- 토라는 태양이 사람의 길을 비추듯이 사람을 계몽한다(라시).
- 태양과 율법은 모두 창조주의 영광을 증거한다(이븐 에즈라와 라닥).
- 토라는 강력한 태양보다 더 온전하고 온전하며 완전하다(메추닷 다비드)
- 태양이 물질계에서 하나님의 영광과 위대하심을 전한다면 구약은 영적 영역(말빔)에서 하나님의 영광을 나타낸다.

침례교 설교자 찰스 스펄전(Charles Spurgeon)에 따르면, 이 시편은 "하나님의 두 위대한 책인 자연과 성경에 대한 연구"를 비교하고 대조한다.
존 메이슨 굿(John Mason Good)은 이 시편이 밝은 태양이 다른 천체를 가릴 때인 아침이나 정오경에 작곡되었다고 이론화한다. 그는 이것을 시편 기자가 저녁에 별이 빛나는 하늘을 생각하는 시편 8편과 대조한다. 20세기 영국 작가 C. S. 루이스는 이 시편의 시를 찬양하면서 "나는 이 시가 시편에서 가장 위대한 시이자 세상에서 가장 위대한 가사 중 하나라고 생각한다"라고 말했다.
연합의 문제에 대해 아서 와이저(Artur Weiser)는 첫 번째 부분(1-7절)이 두 번째 부분(8-15절)과 완전히 다른 노래라고 말한다. 그는 주제뿐만 아니라 메트릭스, 언어 및 어조도 뚜렷하며 두 부분이 동일한 저자에 의해 구성될 수 없다고 주장한다. 반면에 루이스는 자연을 "신성의 지표, 상징, 현현"으로 지적하고 여기서 "탐색하고 정화하는 태양은 탐색하고 정화하는 법칙의 이미지가 된다"고 지적한다. 이 두 주제가 상관 관계가 없다는 생각이다. 라브 엘카난 사멧(Rav Elchanan Samet)은 와이저가 했던 것과 동일한 문제를 다음과 같이 식별한다. "그럼에도 불구하고 그는 이 두 부분이 칠십인역 이후로 통일되어 왔다고 지적하고 이 [비판적] 해결책을 채택하려는 경향은 지적 게으름에서 비롯되기 쉽다"라는데 동의한다.